# Black Arrows
Die Black Arrows (schwarzen Pfeile) waren die Vorgänger der Red Arrows Aerobatic Teams. Sie waren eine Kunstflugmannschaft, die in den 1950er Jahren von der No. 111. Squadron gebildet wurde.

## Geschichte
Eines der vielen denkwürdigen Kunstflugstücke, die durch die Black Arrows mit Unterstützung der No. 56 Squadron geflogen wurde, war die größte je in Formation geflogene Vorführung mit 22 Hawker-Hunter-Flugzeugen im Jahr 1958. Bis zum heutigen Tag wurde dies nie wieder vorgeführt.
Stationiert waren die Black Arrows der RAF in Suffolk. Im April 1961 rüstete die 111 Squadron auf English Electric Lightning um und löste das Kunstflugteam auf.